# Vũ Thư Hiên
Vũ Thư Hiên (18 tháng 10 năm 1933) là nhà văn Việt Nam, còn có bút danh là Kim Ân, từng đoạt giải thưởng của Hội Nhà văn Việt Nam năm 1988 với tác phẩm Miền thơ ấu. Ông là con trai của Vũ Đình Huỳnh (1905 – 1990), người làm thư ký cho Chủ tịch Hồ Chí Minh trong thời gian dài,  sau làm Vụ trưởng Vụ Lễ tân Bộ Ngoại giao, Vụ trưởng trong Ban Kiểm tra Trung ương Đảng.
Ông là một trong những nhân vật của Vụ án Xét lại Chống Đảng. Sau đó, ông trở thành một nhân vật bất đồng chính kiến với Nhà nước Việt Nam và sau đó bỏ trốn ra nước ngoài. Năm 1997, hồi ký Đêm giữa ban ngày của ông được xuất bản, trong đó ông tự tuyên bố về một số chi tiết của vụ án này, lên án xã hội theo mô hình cộng sản chủ nghĩa.

## Tiểu sử
Vũ Thư Hiên sinh ngày 18 tháng 10 năm 1933 tại Hà Nội, cha là Vũ Đình Huỳnh và mẹ là Phạm Thị Tề đều là thành viên của Thanh niên Cách mạng Đồng chí Hội, tiền thân của Đảng Cộng sản Đông Dương.
Ông thuở nhỏ đi học, hay vào Phủ Chủ tịch chơi, được Chủ tịch Hồ Chí Minh yêu mến, hay nhờ những việc lặt vặt.
Năm 1946, đi ca hát, đóng kịch trong một đội Tuyên truyền xung phong.
Năm 1949, đi bộ đội.
Năm 1953, công tác trong lĩnh vực điện ảnh.
Từ 1955 đến 1958, đi học viết kịch bản điện ảnh tại Liên Xô.
Năm 1959, làm việc cho Xưởng phim Việt Nam tại Hà Nội.
Năm 1960, làm biên tập viên và phóng viên Báo Ảnh Việt Nam.
Từ năm 1967 đến 1976, trong Vụ án Xét lại Chống Đảng, ông bị chính quyền Việt Nam Dân chủ Cộng hòa bí mật bắt và giam giữ sau khi đã bắt cha ông (Vũ Đình Huỳnh) 2 tháng trước đó. Công an chìm bắt giữ ông lên ôtô và đưa về nhà tù Hỏa Lò ngay trong lúc ông đang đạp xe trên phố Hà Nội. Mãi về sau gia đình ông mới hay tin. Ông bị giam 9 năm, trong đó bị giam trong xà lim cá nhân bốn năm rưỡi, qua các nhà tù Hỏa Lò, Bất Bạt (Sơn Tây) và Tân Lập (Phú Thọ), Phong Quang (Hoàng Liên Sơn). Chính quyền thả ông không án cũng như không xét xử.
Ra tù năm 1976, nhưng còn bị quản thúc bằng lệnh miệng của chính quyền mãi cho tới mùa thu năm 1980 mới được phép vào Nam.
Năm 1977, làm công nhân cao su.
Năm 1979, làm kỹ thuật hóa.
Năm 1989, là hội viên Hội Nhà văn Việt Nam.
Năm 1991, làm kinh doanh.
Năm 1993, ông qua Nga với tư cách phiên dịch cho công ty xuất nhập khẩu Vũng Tàu-Côn Đảo VIECO (hợp tác với tổ hợp Minh Phụng) rồi ở lại làm đại diện cho công ty ở Moskva. Tại đây ông bắt đầu viết cuốn hồi ký Đêm giữa ban ngày về chín năm bị giam cầm, trong đó ông muốn chia sẻ với người đọc những điều suy ngẫm về mô hình nhà nước chuyên chính vô sản.
Cuối năm 1995, sau một vụ tấn công mà ông cho là của mật vụ Việt Nam, ông thấy không thể ở Moskva lâu hơn nữa, nên tìm cách qua Ba Lan.  Sau đó ông quyết định tỵ nạn tại Pháp. Tại đây, ông đã hoàn thành tập hồi ký Đêm giữa ban ngày. Tháng 4 năm 1997, xuất bản hồi ký Đêm giữa ban ngày tại Hoa Kỳ.
Ông ở Strassbourg (Pháp) 1 năm, Bern (Thuỵ Sĩ) 1 năm, Đức 2 năm (2000-2001) sau khi đến Pháp theo lời mời của International Parliament of Writers, German PEN Club và Uỷ ban Nhân quyền thành phố Nuremberg.
Ngót ba mươi năm lưu lạc xứ người, cuối năm 2022 ông trở về quê hương.

## Tác phẩm
Những tác phẩm của ông đã xuất bản khi còn ở Việt Nam: 
1. Lối thoát (kịch, 1954)
2. Bông hồng vàng (dịch của tác giả Paustovsky, 1960)
3. Truyện ngắn Paustovsky (dịch, 1962)
4. Luật rừng (truyện, in chung, 1985)
5. Khúc quân hành lặng lẽ (truyện nhiều tập, 1985-1989)
6. Luật rừng (kịch bản, 1988)
7. Miền thơ ấu (tiểu thuyết, Nhà xuất bản Văn Nghệ Thành phố Hồ Chí Minh 1988); và một số kịch bản điện ảnh.

Nhà văn đã được nhận giải A văn học thiếu nhi của Hội Nhà văn Việt Nam năm 1988 với tác phẩm Miền thơ ấu.
Sau khi định cư tại nước ngoài, ông viết thêm một số tác phẩm, trong đó có Đêm giữa ban ngày, Kẻ Vô Ơn (truyện ngắn).